# Triphysaria floribunda
Triphysaria floribunda är en snyltrotsväxtart som först beskrevs av George Bentham, och fick sitt nu gällande namn av Tsan Iang Chuang och L.R. Heckard. Triphysaria floribunda ingår i släktet Triphysaria och familjen snyltrotsväxter. Inga underarter finns listade i Catalogue of Life.